# Albert Speer (Architekt, 1934)

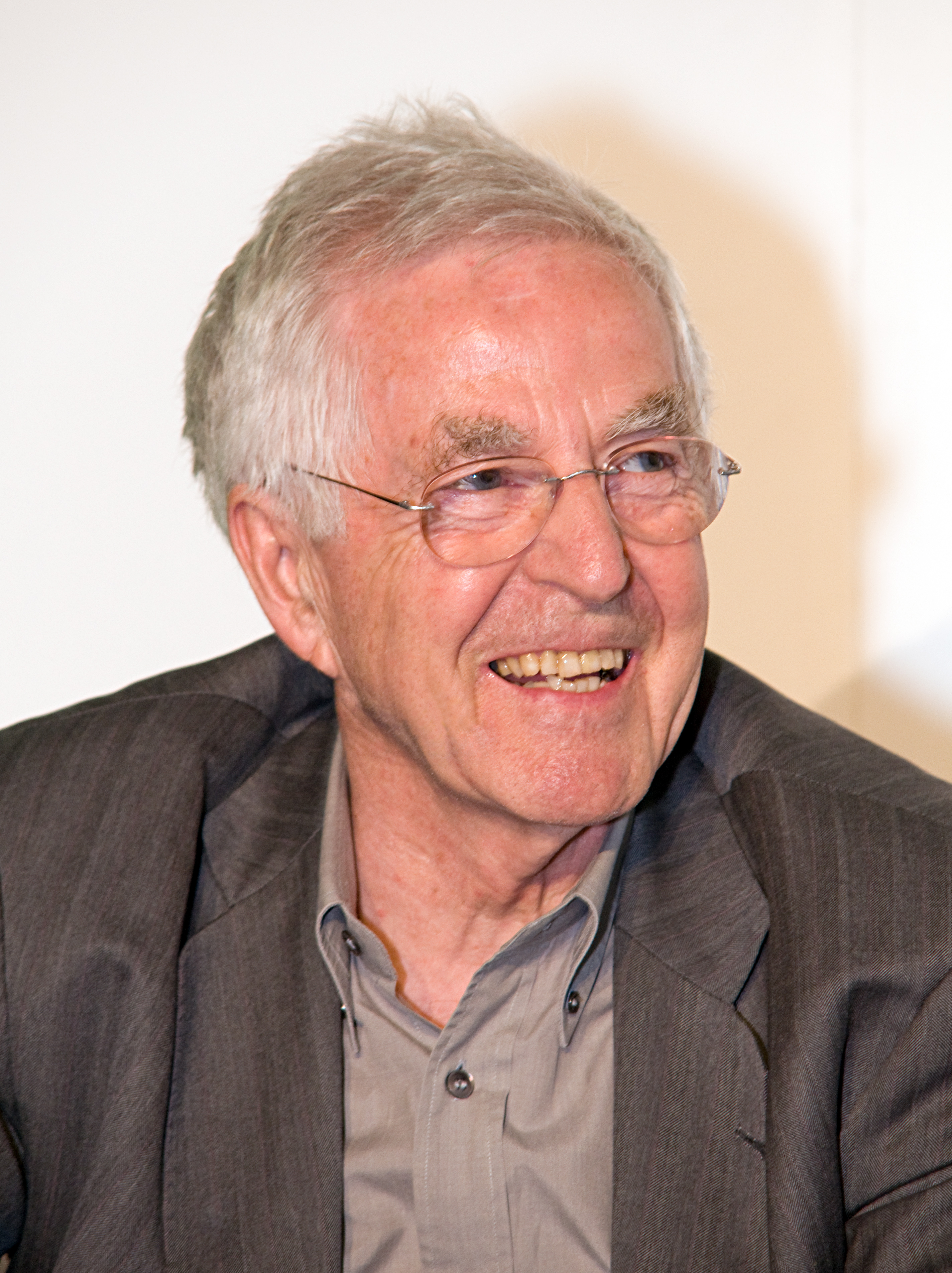
Albert Speer (2010)

Albert Friedrich Speer (* 29. Juli 1934 in Berlin; † 15. September 2017 in Frankfurt am Main) war ein deutscher Stadtplaner, Architekt und Hochschullehrer. Er führte ein international tätiges Architektur- und Planungsbüro in Frankfurt am Main.

## Leben
Albert Speer war der Sohn des in der Zeit des Nationalsozialismus tätigen Architekten und Reichsministers für Bewaffnung und Munition Albert Speer (1905–1981) und von Margarete geb. Weber (1905–1987). Er war das älteste von sechs Kindern und lebte bis zu seinem 11. Lebensjahr in der Nähe von Berchtesgaden. Sein Vater war bis 1966 inhaftiert.
1945 zog seine Mutter mit den Kindern zu den Großeltern nach Heidelberg. Wegen seines starken Stotterns verließ Speer die Schule und begann 1952 in Heidelberg eine Schreinerlehre, die er 1955 mit dem Gesellenbrief abschloss. Das Abitur holte er auf dem Abendgymnasium nach. 1955 begann er, an der TU München Architektur zu studieren. In den Jahren 1960 bis 1964 arbeitete er in verschiedenen Architekturbüros unter anderem in Deutschland, Schweden und der Türkei. Ab 1960 war er Mitglied im Bund Deutscher Architekten. Wegen seines Vaters und einer damit einhergehenden möglichen Befangenheit der Jury nahm er an mehreren Wettbewerben anonym teil.
1964 gewann er den zweiten Preis eines internationalen Wettbewerbs zur Bahnhofsverlegung und Innenstadtkonzeption in Ludwigshafen am Rhein. Daraufhin gründete er sein eigenes Büro für Stadt- und Regionalplanung in Frankfurt am Main.
1968 folgte mit der Stadt- und Regionalplanung von West-Tripolitanien in Libyen der erste Auftrag im Ausland. Seit 1970 war Albert Speer Mitglied der Deutschen Akademie für Städtebau und Landesplanung. 1972 berief ihn die Technische Universität Kaiserslautern an den Lehrstuhl für Stadt- und Regionalplanung, wo er den Studiengang Raum- und Umweltplanung mit aufgebaut und wesentlich geprägt hat. Zeitweise war er Dekan des Fachbereichs ARUBI (Architektur, Raum- und Umweltplanung, Bauingenieurwesen). 1994 erhielt Albert Speer eine Gastprofessur an der ETH Zürich. Seine Lehrtätigkeiten dauerten bis 1997 an. 2011 wurde Albert Speer mit einer Ehrenprofessur (TUM Distinguished Affiliated Professor) an der Technischen Universität München ausgezeichnet.
Albert Speer war in erster Ehe mit der Journalistin Rut Winkler verheiratet. Seit 1972 war er in zweiter Ehe mit der Schauspielerin Ingmar Zeisberg verheiratet. Seine Schwester ist die ehemalige Politikerin der Grünen Hilde Schramm.
In einem Gespräch mit der Zeitschrift Der Spiegel erzählte Speer 1999, dass er sein Leben lang auf die Verbrechen seines Vaters angesprochen wurde und dies für ihn nicht leicht sei. Der Spiegel vertrat die Meinung, dass niemand für die Taten der Eltern verantwortlich sei, aber auch jeder Verantwortung trage: „Zu der gehört auch, sich die Frage zu stellen, ob ein deutscher fortschrittlicher Architekt für Saudi-Arabien Gerichtsgebäude entwerfen sollte. … [dies] ist viel leichter zu beantworten. Mit einem Nein.“ Speer entwarf die Pläne für ein Gerichtsgebäude in der saudi-arabischen Hauptstadt Riad.
Von 2010 bis zu seinem Tod war Speer Mitglied im Kuratorium des Kulturfonds Frankfurt RheinMain.

## Architekturbüro
Sein erstes Architekturbüro gründete Speer 1964 in Frankfurt am Main. Mitte der 1960er Jahre umfasste das Arbeitsspektrum die Planung neuer Wohnquartiere, Flächennutzungspläne, Altstadtsanierungen in mittelalterlichen Städten wie Lübeck, Speyer und Worms sowie Regionalplanungsstudien in Rheinland-Pfalz und Hessen. Für das erste große, nationale Architekturprojekt erhielt er 1972 von der DG Bank in Frankfurt am Main den Auftrag.
Anfang der 1970er Jahre kamen mehrere internationale Projekte in Nordafrika und Asien hinzu. 1973 begann eine achtjährige Beratungsarbeit für die algerische Regierung. Es folgten 1977 Aufträge der saudi-arabischen Regierung. Bis heute werden verschiedene Planungen für Riad bearbeitet, zum Beispiel das Diplomatenviertel mit dem Community Center, das Ministerium für Wasser und Elektrizität und verschiedene städtebauliche und verkehrsplanerische Projekte.
Seit 1979 berät das Büro die Messe Frankfurt bei deren Planungen. Insbesondere wird diese Tätigkeit derzeit durch die Entwicklung des Europaviertels auf dem Gelände des alten Frankfurter Güterbahnhofs sichtbar. Ebenso steht das Büro seither mit planerischen und beratenden Arbeiten der Stadt Frankfurt zur Seite. Beispiele hierfür sind das Museumsufer und der Holbeinsteg, große Bereiche des Frankfurter Flughafens und Teile der Skyline.
1984 gründete Albert Speer mit Kollegen das Büro AS&P – Albert Speer & Partner in Frankfurt am Main, das aktuell mit über 180 Mitarbeitern zu den großen und renommierten Büros für Architektur und Stadtplanung in Deutschland zählt. Zeitweise unterhielt das Büro auch Projektbüros in Hannover und in Berlin.
1994 bereitete die Erstellung einer Entwicklungsstruktur für einen Stadtteil in Tianjin den Weg zu weiteren großen, chinesischen Projekten.
Seit der Jahrtausendwende hat das Büro insbesondere mit folgenden Arbeiten auf sich aufmerksam gemacht:
- Masterplan für die Expo 2000 in Hannover
- U-Bahnhof Gleisdreieck in Berlin
- Bewerbung für die Olympischen Sommerspiele 2012 in Leipzig
- Bewerbung für die Olympischen Winterspiele 2018 in München
- BMW-Niederlassung in Dreieich
- Standortstudie Allianz Arena in München
- Victoria-Turm in Mannheim
- Bebauung des Baseler Platzes in Frankfurt am Main
- Anting New Town, Shanghai, China (International Automobile City für mehr als 50.000 Menschen)
- Baku Boulevard, Aserbaidschan
- Projekte am Flughafen Frankfurt
- Sanierung der Festhalle in Frankfurt am Main
- Porte de Hollerich in Luxemburg (städtebauliche Entwicklung des südlichen Stadteingangs von Luxemburg)
- Masterplan für die Kölner Innenstadt
- Bewerbung für die Fußballweltmeisterschaft 2010 in Südafrika
- Masterplan für die Fußballweltmeisterschaft 2022 in Katar
- Masterplan für die Stadt Tuttlingen
- Masterplan für die InnovationCity Ruhr in Bottrop (gemeinsam mit den drei regionalen Partnern Gertec, Essen, Büro Drecker, Bottrop und Conlab, Düsseldorf)[5]
- Planungen für die Europäische Zentralbank in Frankfurt (Main)
- Planungen neues Stadion von Hertha BSC in Berlin
- Erweiterungsansatz für das Grünwalder Stadion in München

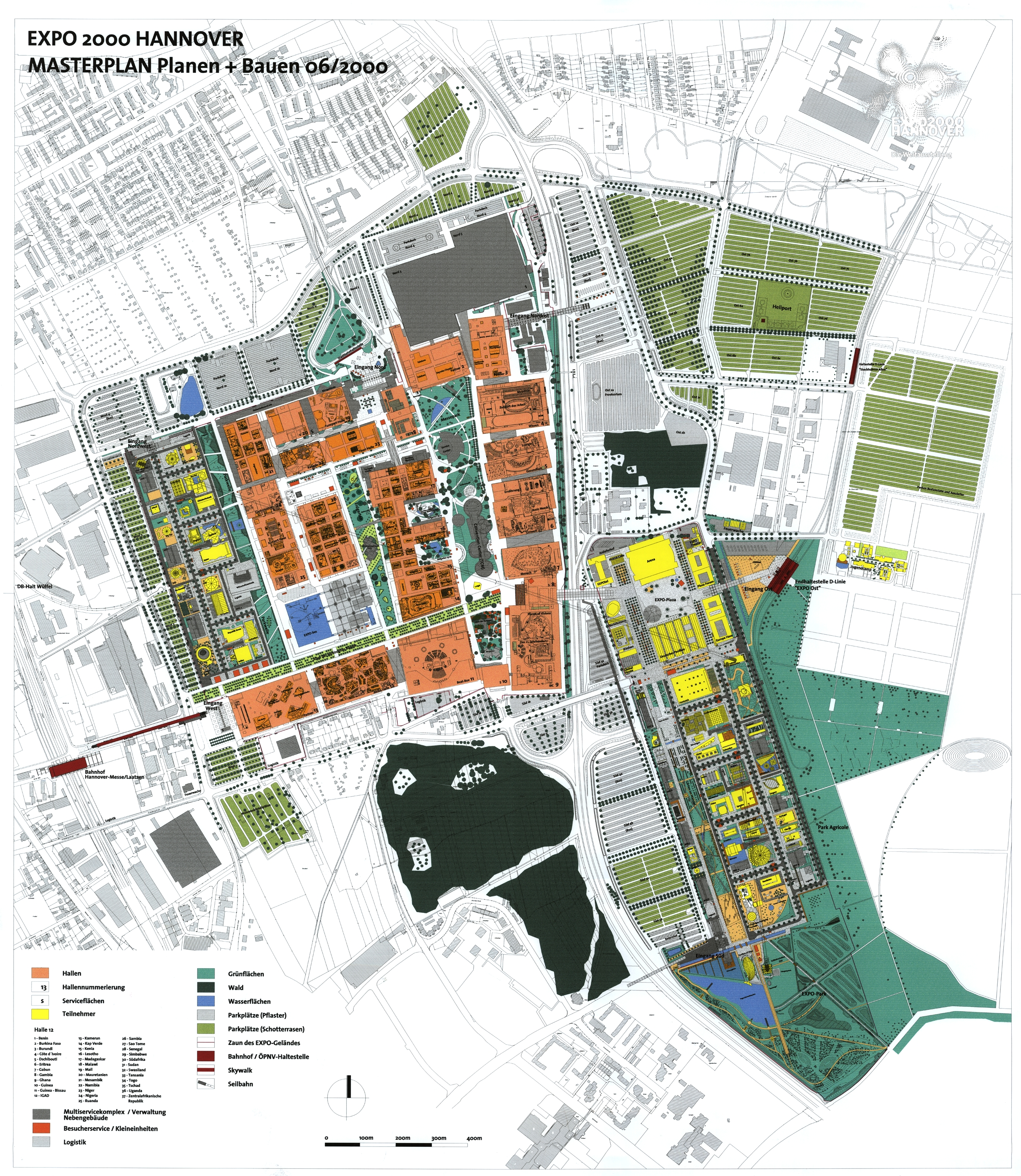
Masterplan für die EXPO 2000 Hannover
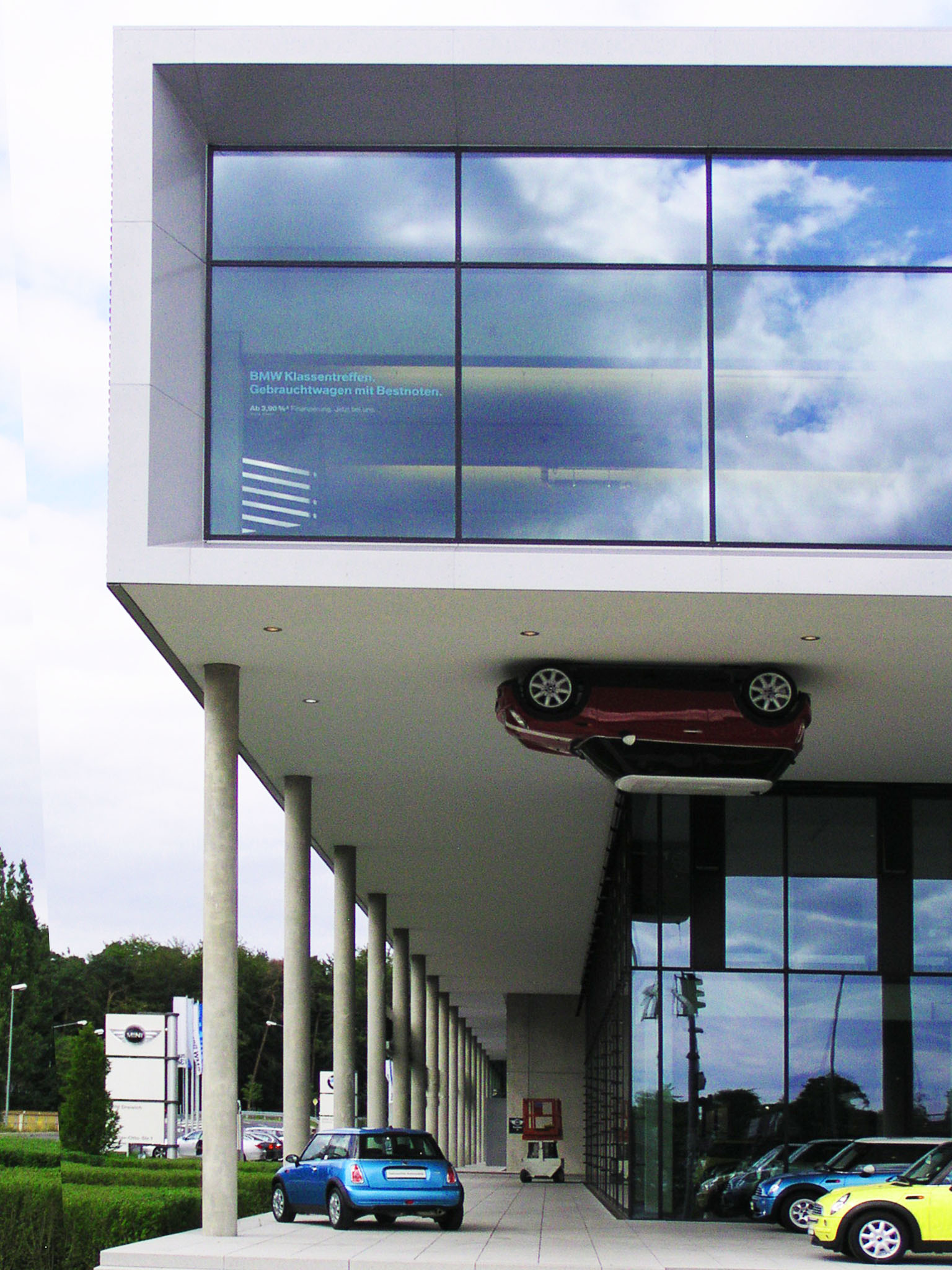
BMW-Niederlassung Dreieich
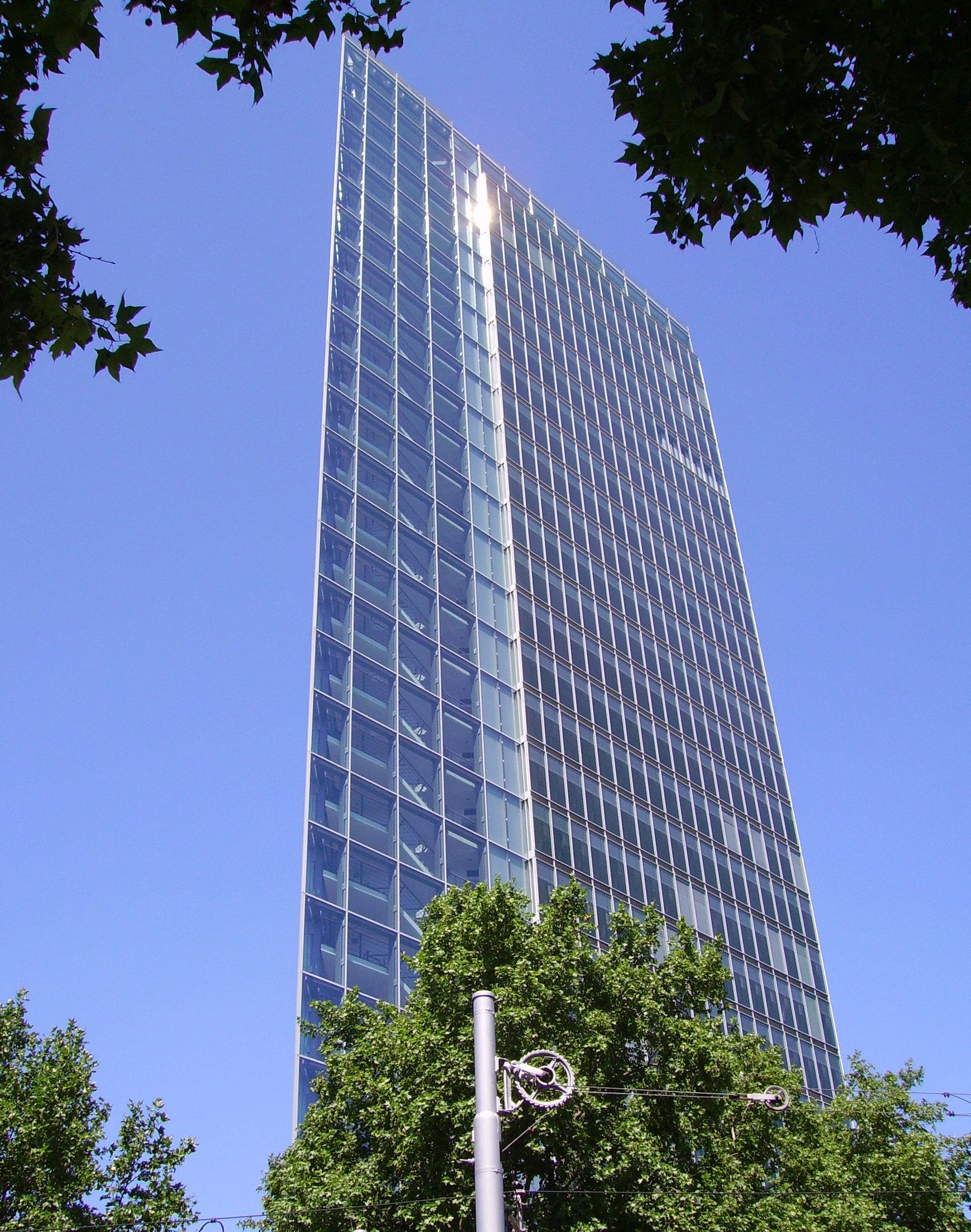
Victoria-Turm Mannheim
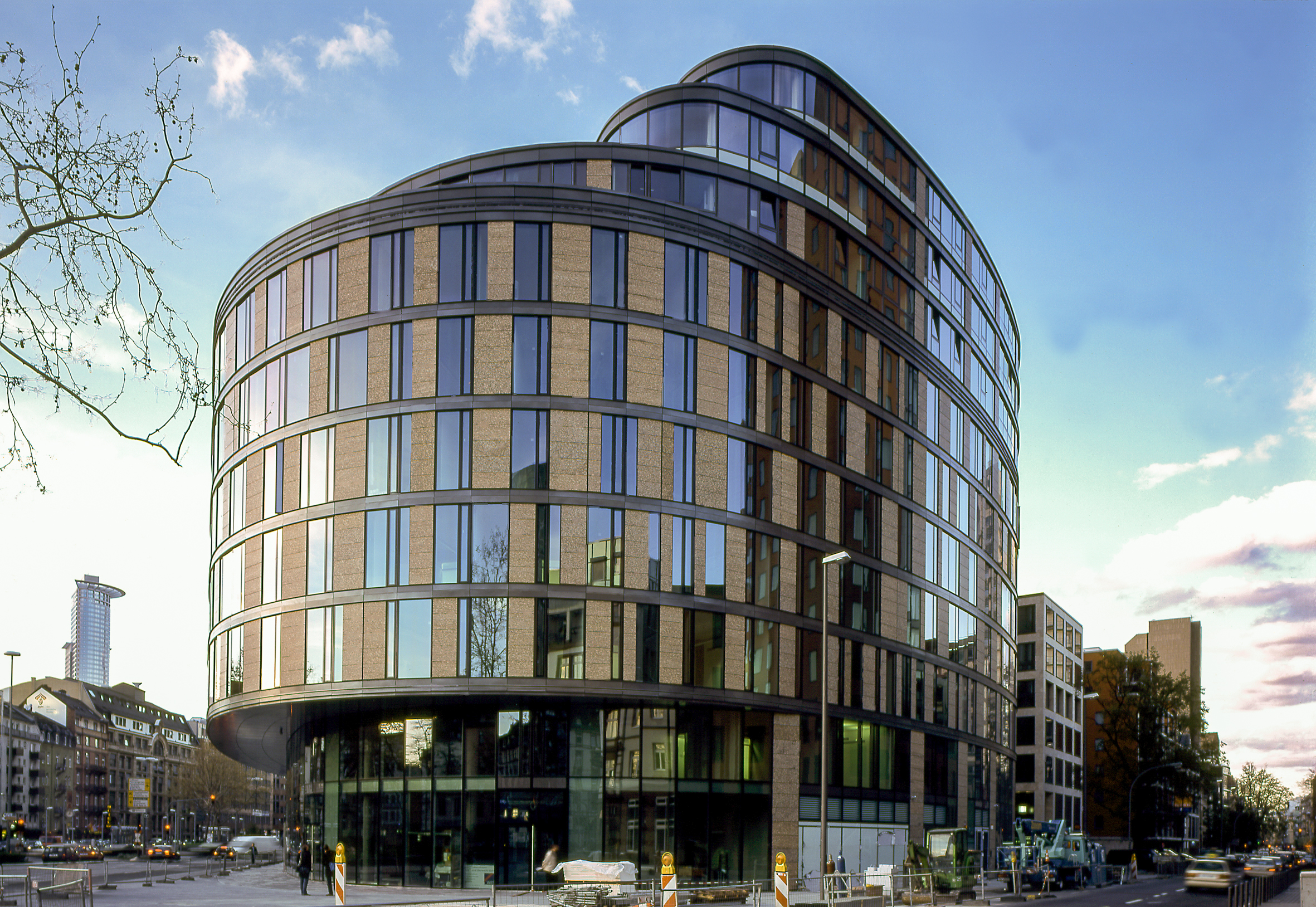
Oval am Baseler Platz Frankfurt am Main
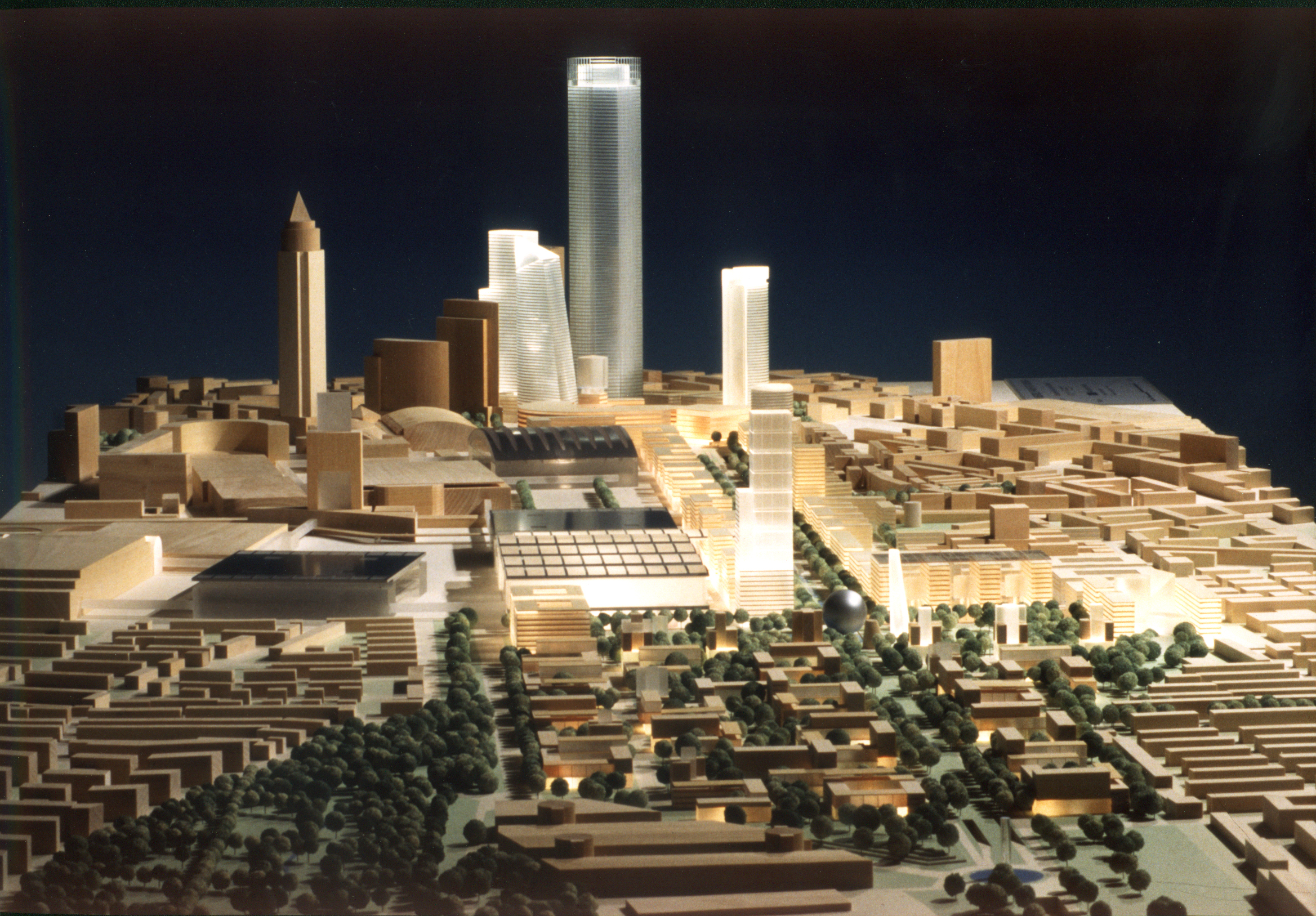
Europaviertel Frankfurt am Main (Modell)

### Engagement in China
2001 wurde ein Büro in Shanghai eröffnet, um bei den Planungen vor Ort agieren und reagieren zu können. Dieses Representative Office ist seit Frühjahr 2007 eine chinesische Firma, die zu 100 % AS&P gehört. Im Büro arbeiteten 2009 mehr als 100 Mitarbeiter.
Im Januar 2006 setzte sich das Büro bei einem Designwettbewerb gegen Architekturbüros aus Japan, China und den USA durch. Das Büro übernahm die Planungen für eine 120 km² große Automobilstadt mit 300.000 Einwohnern nahe der chinesischen Industriemetropole Changchun.

## Preise und Auszeichnungen (Auswahl)
1964 gewann Albert Speer den zweiten Preis im internationalen Wettbewerb in Ludwigshafen am Rhein. 1966 wurde er für das Projekt Satellitenstadt Birkenheide mit dem Preis der Deutschen Bauausstellung für junge Architekten ausgezeichnet. 1998 gewann er den ersten Preis im Wettbewerb zum Neubau eines Verwaltungsgebäudes für die Westdeutsche Immobilienbank und die Landesbank Rheinland-Pfalz in Mainz.
2003 erhielt Albert Speer die Goetheplakette der Stadt Frankfurt am Main, eine der angesehensten Auszeichnungen seiner Heimatstadt. „Albert Speers Einfluss auf die städtebauliche Entwicklung Frankfurts kann nicht hoch genug eingeschätzt werden“, hieß es zur Begründung. Es sei ihm zu verdanken, dass die Stadt eine neue Identität gefunden habe.
2004 bekam er den Architekturpreis des Verbands Deutscher Architekten- und Ingenieurvereine.
Im Oktober 2006 wurde Speer für sein wissenschaftliches Engagement und die damit verbundene Weiterentwicklung von Architektur und Stadtplanung mit dem Bundesverdienstkreuz am Bande ausgezeichnet. Speer habe dem Leben in der Stadt ein neues Gesicht gegeben, die Wissenschaft maßgeblich geprägt und Deutschland weltweit als anerkannter Architekt und Städteplaner repräsentiert.
Seit 2007 war Speer Mitglied des Kuratoriums Nationale Stadtentwicklungspolitik des Bundesministeriums für Verkehr, Bau und Stadtentwicklung.

## Stiftung
1995 rief Albert Speer eine Stiftung ins Leben, die mit Bescheid vom 13. Dezember 1994 des Regierungspräsidiums in Darmstadt als „Professor Albert Speer-Stiftung“ anerkannt wurde.
Zum Zweck der Stiftung heißt es in der Satzung: „Zweck der Stiftung ist die Förderung des wissenschaftlichen Nachwuchses im Bereich Architektur und Planung durch Gewährung von Stipendien, Beihilfen, Auslandsstudienaufenthalten und/oder eines Preises, der für Architekten und Planer, die das 35. Lebensjahr noch nicht vollendet haben, in einem Turnus von 2 Jahren vergeben werden kann.“

## Interviews
- Gerhard Matzig: Albert Speer über Größe. Interview mit Albert Speer junior. In: Süddeutsche Zeitung, 30. April 2010, S. 66.[2]